# Kingsley, Kwazulu-Natal
Kingsley este un oraș din provincia Kwazulu-Natal, Africa de Sud.